# Micrasema gelidum
Micrasema gelidum är en nattsländeart som beskrevs av Mclachlan 1876. Micrasema gelidum ingår i släktet Micrasema och familjen bäcknattsländor. Arten är reproducerande i Sverige. Inga underarter finns listade i Catalogue of Life.